# Leslie Burgin
Edward Leslie Burgin (ur. 13 lipca 1887, zm. 16 sierpnia 1945 w Harpenden w hrabstwie Hertfordshire), brytyjski polityk, członek Partii Liberalnej i Narodowej Partii Liberalnej, minister w rządach Neville’a Chamberlaina.
Ukończył studia prawnicze na Uniwersytecie Londyńskim i specjalizował się w prawie międzynarodowym. Był dyrektorem studiów prawnych w Law Society. W 1929 r. został wybrany do Izby Gmin jako reprezentant okręgu Luton. Wcześniej czterokrotnie bez powodzenia próbował swych sił w okręgu Hornsey i raz w okręgu East Ham North. Początkowo zasiadał w parlamencie jako członek Partii Liberalnej, ale w 1931 r. przeszedł do Narodowej Partii Liberalnej.
W 1932 r. został parlamentarnym sekretarzem przy Zarządzie Handlu. W 1937 r. został członkiem gabinetu jako minister transportu. Dwa lata później stanął na czele nowo utworzonego Ministerstwa Zaopatrzenia. Przez pierwsze trzy miesiące Burgin był ministrem bez teki, gdyż jego resort nie posiadał jeszcze odpowiednich podstaw prawnych. We wrześniu 1939 r. Burgin pozostał na swoim stanowisku, ale nie wszedł w skład gabinetu wojennego.
Kiedy premierem został w 1940 r. Winston Churchill, Burgin został zdymisjonowany z zajmowanego stanowiska. W 1945 r. utracił miejsce w parlamencie. Zmarł jeszcze w tym samym roku.